# トム・ハルス
トム・ハルス (Tom Hulce、1953年12月6日 - ) は、映画・舞台の俳優。アメリカ合衆国ウィスコンシン州出身。『アマデウス』でのヴォルフガング・アマデウス・モーツァルト役で有名。同作でアカデミー主演男優賞にノミネートされた。

## 略歴
ウィスコンシン州ホワイトウォーターで生まれたとする情報もあるが、実際はミシガン州デトロイトの病院で生まれ、同州アナーバーで育つ。4人きょうだいの末っ子。15歳のときに家を離れ、Interlochen Arts AcademyやUniversity of North Carolina School of the Artsで学ぶ。
1975年に『エクウス』でブロードウェイ・デビュー。1970年代、1980年代は舞台俳優として活躍した。1984年の映画『アマデウス』でヴォルフガング・アマデウス・モーツァルトを演じ、アカデミー主演男優賞にノミネートされた。
その後も舞台で活躍し、プロデュースも手がけている。

### 私生活
妻との間に娘がいるとの情報が流れたこともあるが、2008年に『シアトル・ゲイ・ニュース』とのインタビューで公にこの情報を否定し、「（ゲイの俳優の）リストに連なることを満足に思う」と述べ、ゲイであることをカミングアウトしている。

## 主な出演作品
| 公開年 | 邦題 原題                                                   | 役名                                     | 備考       | 吹き替え                                      |
| ------ | ----------------------------------------------------------- | ---------------------------------------- | ---------- | --------------------------------------------- |
| 1977   | ジェームズ・ディーンにさよならを September 30, 1955         | ハンリー                                 |            |                                               |
| 1978   | アニマル・ハウス Animal House                               | ラリー                                   |            | 田中亮一（テレビ朝日版） 藤原堅一（ソフト版） |
| 1984   | アマデウス Amadeus                                          | ヴォルフガング・アマデウス・モーツァルト |            | 三ツ矢雄二（テレビ朝日版）                    |
| 1986   | エコーパーク Echo Park                                      | ジョナサン                               |            |                                               |
| 1987   | スラムダンス Slam Dance                                     | C.C. Drood                               |            |                                               |
| 1988   | ニッキーとジーノ Dominick and Eugene                        | ニッキー                                 |            |                                               |
| 1989   | バックマン家の人々 Parenthood                               | ラリー・バックマン                       |            | 谷口節（VHS版） 平田広明（テレビ東京版）      |
| 1989   | ブラック・レインボウ Black Rainbow                          | ゲイリー・ウォレス                       |            |                                               |
| 1990   | マーダー・イン・ミシシッピ/炎の十字架 Murder in Mississippi | ミッキー                                 | テレビ映画 |                                               |
| 1991   | 映写技師は見ていた The Inner Circle                         | イヴァン                                 |            |                                               |
| 1993   | フィアレス Fearless                                         | ブリスティーン                           |            |                                               |
| 1994   | フランケンシュタイン Frankenstein                           | ヘンリー                                 |            | 二又一成（ソフト版） 牛山茂（テレビ朝日版）   |
| 1995   | ハイジ・クロニクル/明日を信じて The Heidi Chronicles        | ピーター                                 | テレビ映画 |                                               |
| 1996   | ノートルダムの鐘 The Hunchback of Notre Dame                | カジモド                                 | 声の出演   | 石丸幹二                                      |
| 2006   | 主人公は僕だった Stranger Than Fiction                      | カイリー                                 |            |                                               |
| 2008   | ジャンパー Jumper                                           | Mr. Bowker                               |            |                                               |